# Frea bituberculata
Frea bituberculata är en skalbaggsart som beskrevs av Stefan von Breuning 1964. Frea bituberculata ingår i släktet Frea och familjen långhorningar. Inga underarter finns listade i Catalogue of Life.